# Lady Leshurr
Мелиша Огарро (англ. Melesha Ogarro)	, выступающая под сценическим псевдонимом Lady Leshurr (/ˈliːʃər/) — британская певица, грайм-исполнитель и продюсер из Солихалла, Великобритания. Наибольшую известность Огарро получила благодаря серии фристайлов Queen's Speech. В частности, журнал Spin особенно выделял пятый фристайл, Queen's Speech 5, который обозреватель издания, Карли Бреннан, назвал «бриллиантовым», «украсившим все фристайлы 2015 года».
За свою карьеру Огарро записала девять микстейпов, четыре мини-альбома и тринадцать синглов. Ее музыка характеризуется, быстрой, энергичной и вместе с тем мелодичной манерой исполнения, сложными и выразительными рифмами, а также сочетанием таких жанров как грайм, хип-хоп, гэридж и дэнсхолл.

## Личная жизнь
Leshurr совершила каминг-аут как пансексуал в сентябре 2018 года.

## Дискография
Микстейпы
- Unleshurr (2009)
- The Last Second (2009)
- 01:21 AM (2010)
- L Day (2011)
- Friggin L (2011)
- 2000 and L	(2012)
- L Yeah! (2013)
- Mona Leshurr (2013)
- Lil Bit of Lesh (2014)

Мини-альбомы
- Queen's Speech (2016)
- Mode (2017)
- Quaranqueen (2020)
- Astronaut (2020)